# Telegram (album)
Telegram – album muzyczny islandzkiej piosenkarki Björk, wydany w styczniu 1997 przez wytwórnię One Little Indian. Płyta zawiera remiksy utworów z poprzedniej płyty Post. Björk zwróciła się z prośbą o wykonanie remiksów do artystów, których podziwiała, dając im przy tym wolną rękę.
Zdjęcie na okładkę płyty wykonał znany japoński fotografik Nobuyoshi Araki.

## Lista utworów
1. "Possibly Maybe (Lucy mix)" – 3:02
2. "Hyperballad (Brodski quartet version)" – 4:20
3. "Enjoy (Further over the edge mix)" – 4:19
4. "My Spine" – 2:33
5. "I Miss You (Dobie's rub part one - sunshine mix)" – 5:33
6. "Isobel (Deodato mix)" – 6:09
7. "You've Been Flirting Again (Flirt is a promise mix)" – 3:20
8. "Cover Me (Dillinja mix)" – 8:21
9. "Army of Me (Massey mix)" – 5:15
10. "Headphones (Mika Vaionio remix)" – 6:21